# Amorçage d'une tuyère
L'amorçage d'une tuyère, dans le domaine de l'astronautique, est l'établissement d'une vitesse d'écoulement sonique au col d'une tuyère, correspondant à un régime de fonctionnement stable couramment utilisé. Ce régime correspond au blocage du débit massique à sa valeur maximale. L'écoulement dans le divergent est alors insensible aux perturbations de pression ou de vitesse en amont du col, c'est pourquoi le régime est stable. Cette transition est importante dans le fonctionnement d'une tuyère ou d'un réacteur parce que - dans le cas général - le régime stable est plus facile à entretenir une fois que l'écoulement est établi.
Le terme correspondant en anglais est nozzle priming.

## Texte en droit français
Arrêté du 20 février 1995 relatif à la terminologie des sciences et techniques spatiales.